# Ma Gui
Ma Gui (chinês: 麻貴; pinyin: Má Guì) (1543 - 1607) foi um general da Dinastia Ming. Apesar de ser um membro da minoria Hui, ele serviu os monarcas Han com grande lealdade. Ele participou em diversas campanhas contra os mongois em sua carreira. Mais tarde, ele participou na expedição Ming para lidar com a invasão japonesa da Coreia e antes de sua morte, serviu como comandante na Península de Liaodong.